# توم وليامز
توم وليامز (بالإنجليزية: Tom Williams)‏ (8 يوليو 1980 المملكة المتحدة - ) هو لاعب كرة قدم قبرصي يلعب كلاعب وسط.

## روابط خارجية
- توم وليامز على موقع قاعدة بيانات كرة القدم.إي يو (الإنجليزية)
- توم وليامز على موقع ناشيونال فوتبول تيمز (الإنجليزية)
- توم وليامز على موقع Soccerbase.com (لاعب) (الإنجليزية)
- توم وليامز على موقع Soccerway.com (الإنجليزية)